# Eccidio di Civitella
L'eccidio di Civitella fu una strage compiuta dalle truppe naziste il 29 giugno 1944 nelle località di Civitella in Val di Chiana, Cornia e San Pancrazio di Bucine, in provincia di Arezzo, che cagionò l'uccisione di 244 civili.

## Antefatto
La conformazione montuosa e la presenza di fitti boschi nel territorio circostante il centro abitato di Civitella in Val di Chiana, in provincia di Arezzo, avevano contribuito, all'indomani dell'occupazione tedesca dell'Italia, alla nascita di diversi gruppi partigiani. In Civitella si era di conseguenza installato un comando tedesco, la Divisione "Hermann Göring", agli ordini del tenente generale Wilhelm Schmalz, la quale ripetutamente venne a trovarsi in scontri a fuoco con i partigiani.
La sera del 18 giugno 1944 alcuni partigiani, guidati da Edoardo Succhielli detto "Renzino", irruppero armati nel circolo ricreativo di Civitella dove quattro soldati tedeschi si trovavano seduti a un tavolo. I partigiani tentarono di disarmare i soldati tedeschi, ma uno di essi reagì facendo nascere una sparatoria che uccise subito due soldati tedeschi, ne ferì gravemente un terzo che morì il giorno dopo e ferendo a una gamba il quarto soldato che riuscì a scappare, una volta andati via i partigiani ed i civili, portandosi sulle spalle il compagno gravemente ferito. Anche due civili rimasero feriti nello scontro a fuoco. Alcuni sopravvissuti alla strage che ne seguì, all’epoca bambini, ritengono Renzino e i suoi compagni corresponsabili della rappresaglia in quanto consapevoli che l’uso delle armi avrebbe provocato la reazione dei tedeschi contro la popolazione. I giorni successivi, gli abitanti del paese pensarono realisticamente che questo episodio avrebbe provocato una rappresaglia, perciò fuggirono. I tedeschi ne furono informati, e quando fecero ritorno a Civitella per recuperare i caduti simularono un comportamento relativamente civile, il tutto per incoraggiare perfidamente i residenti a rientrare in paese. Contemporaneamente i tedeschi avviarono perquisizioni nelle case di Civitella e delle due frazioni più vicine, Cornia e San Pancrazio (quest'ultima nel comune di Bucine), ritenute ospitanti diversi partigiani, in quanto circondate dai boschi e non facilmente raggiungibili, senza trovare nulla.

## L'eccidio

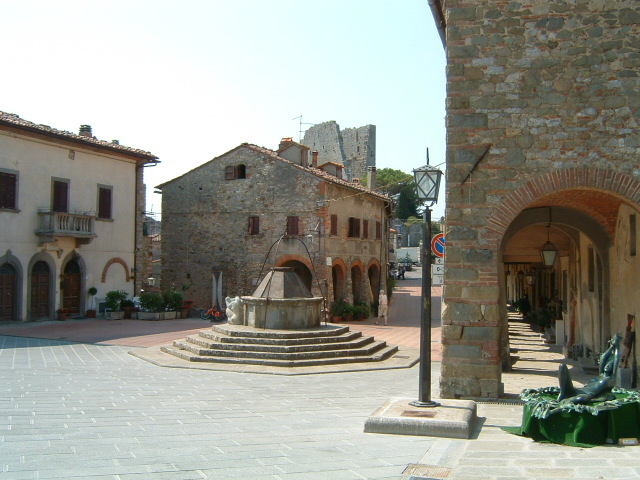
Piazza Don Alcide Lazzeri a Civitella, tra i luoghi dell'eccidio

Al mattino del 29 giugno, in occasione della festività dei santi Pietro e Paolo, il centro di Civitella era pieno di persone. Molti non si erano recati nelle campagne o nei boschi per lavorare, restando così a casa o andando a messa. La chiesa di Santa Maria Assunta, a Civitella, era colma di fedeli, giunti anche dalle altre frazioni del comune.
Improvvisamente dal comando tedesco partirono tre squadroni: uno destinato a Cornia, l'altro a San Pancrazio e un terzo, il più grande, si riversò nel centro di Civitella. I tedeschi irruppero nelle case, aprendo il fuoco sugli abitanti a prescindere dal sesso o dall'età. L'episodio più truce si consumò nella chiesa, mentre si stava celebrando la messa. Entrati nell'edificio sacro, i tedeschi divisero i fedeli in piccoli gruppi. Quindi, indossati grembiuli mimetici in gomma per non sporcarsi di sangue, li freddarono con dei colpi alla nuca. Il sacerdote don Alcide Lazzeri, in quanto religioso, sarebbe stato risparmiato dai tedeschi, ma scelse di condividere la sorte degli sfortunati parrocchiani.
Compiuta la strage, i tedeschi incendiarono le case di Civitella, provocando così la morte anche di coloro che avevano disperatamente tentato di salvarsi nascondendosi nelle cantine o nelle soffitte. Solo pochi abitanti riuscirono a salvarsi dal massacro. L'orrore di quel giorno fu percepito anche nelle campagne circostanti, specie nelle frazioni a valle: qui, nonostante la distanza, furono ben udite le grida disperate e ben visto il fumo delle case in fiamme. Alla fine si contarono 244 morti: 115 a Civitella, 58 a Cornia e 71 a San Pancrazio.

## Procedimenti giudiziari
Il tenente generale Schmalz fu catturato nel maggio 1945 dalle truppe statunitensi e consegnato alle autorità italiane. Chiamato a rispondere del reato di concorso in violenza con omicidio continuato contro privati cittadini italiani, in relazione anche ad altri eccidi (tra cui la strage di Stia e Vallucciole), fu assolto dal Tribunale militare territoriale di Roma, con sentenza del 12 luglio 1950.
Il 10 ottobre 2006 il Tribunale militare di La Spezia condannò all'ergastolo per concorso in violenza con omicidio pluriaggravata continuata contro privati cittadini italiani il sergente Max Josef Milde, il tenente Siegfried Böttcher e il sottotenente Karl Stolleisen tutti appartenenti alla divisione Göring. La sentenza fu confermata in secondo grado dalla Corte militare d'appello di Roma nel 2007 e in terzo ed ultimo grado dalla Corte di cassazione nel 2008 per Milde in quanto gli altri imputati erano deceduti nel frattempo.
Il 21 ottobre 2008, i giudici della prima sezione penale della Corte di Cassazione condannarono il governo tedesco a risarcire i danni a nove familiari delle vittime dell'eccidio, stabilendo un milione di euro come risarcimento.
Avverso la sentenza, la Germania adì la Corte internazionale di giustizia, che, il 3 febbraio 2012, ne accolse il ricorso, asserendo che un tribunale nazionale non poteva condannare uno Stato sovrano, in virtù dell'immunità garantitagli dal diritto internazionale. Conseguentemente, l'Italia dovette privare di effetto la sentenza della Corte di Cassazione del 2008.
Nel 2011, il Tribunale militare di Verona emanò il mandato d'arresto europeo per Max Josef Milde ma la procura generale dello Schleswig-Holstein rifiutò l'estradizione. In seguito fu richiesta l'esecuzione della pena in Germania ma anche questa richiesta rimase senza esito.

## Onorificenze
Ai martiri di Civitella è stata intitolata la via principale del centro abitato. La piazza centrale dello stesso è stata, invece, intitolata a don Alcide Lazzeri.
Il Comune fu insignito, nel 1963, della medaglia d'oro al valor civile, cosi come il confinante comune di Bucine per la strage della frazione di San Pancrazio e altre nel proprio territorio.
Il 25 aprile 2024, in occasione del 79º anniversario dalla Liberazione d'Italia dal regime e dall'occupazione nazi-fascista, il Presidente della Repubblica, Sergio Mattarella, ha visitato il paese partecipando alle celebrazioni e tenendo un discorso pubblico.

## Musica
Il gruppo de La casa del vento nel 2004 ha composto una canzone riguardo alla strage di Civitella intitolata Renzino, contenuta nell'album Sessant'anni di resistenza.